# FlightGlobal
FlightGlobal — информационный сайт, посвященный авиации и аэрокосмической отрасли. Он также предоставляет площадку для общения для ряда сообществ, относящихся к этим отраслям и тематике.

## История
Данный сайт был основан в феврале 2006 года как ресурс журналов Flight International, Airline Business, ACAS, Air Transport Intelligence (ATI), The Flight Collection и других сервисов.
Flightglobal является ресурсом, на котором собирается информация об истории авиации. В его библиотеке находится более 1 млн изображений, относящихся вплоть с года основания авиации (1909) при этом тысячи изображений и копий с журнала Flight доступны онлайн.
В августе 2019 года Flightglobal со всеми связанными с ним подразделениями был продан DVV Media Group.

## Награды
Flightglobal в 2010 году выиграл приз лучшего бизнес-вебжурнала года (англ. Business Website of the Year) Ассоциации интернет-издателей (англ. Association of Online Publishers) в области цифровых изданий. Согласно решению судей:
Сайт предоставляет полный спектр цифровых инструментов и оказывает особое внимание к взаимодействию и эффективному использованию социальных сетей в среде B2B [бизнес для бизнеса].
Оригинальный текст (англ.)The site uses the full spectrum of digital tools, with a special focus on engagement and effective use of social media in a B2B [business-to-business] environment.